# Birkenstein (Fischbachau)

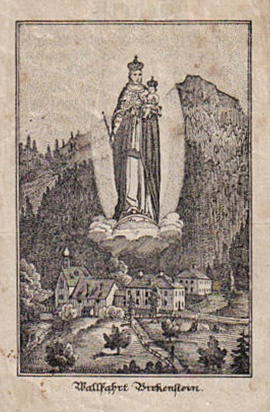
Andachtsbild um 1860

Birkenstein ist ein Gemeindeteil von Fischbachau im Leitzachtal im oberbayerischen Landkreis Miesbach.
Birkenstein ist ein beliebter Wallfahrtsort im südlichen Bayern. Das Kirchdorf liegt zu Füßen des Berges Breitenstein, ein beliebter Wanderweg führt von der Wallfahrtskapelle nach oben.

## Bauwerke

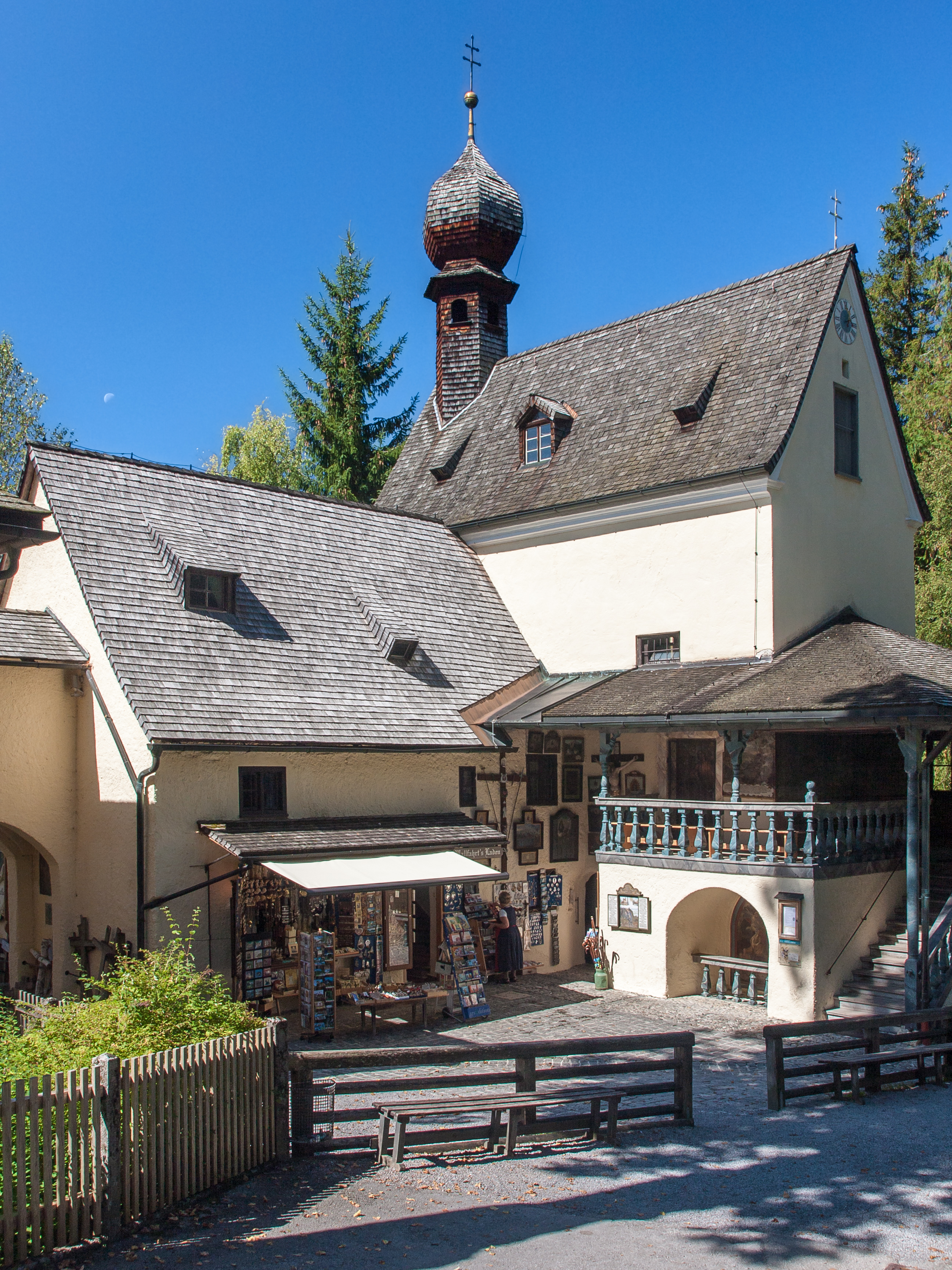
Wallfahrtskapelle, Sommer 2012

Seit 1673 wird in Birkenstein eine spätmittelalterliche Marienstatue als Gnadenbild verehrt. Die Wallfahrtskapelle Maria Himmelfahrt wurde 1710 als Nachbildung des „Heiligen Hauses“ von Loreto, der angeblichen Heimat der Heiligen Familie in Nazaret, von Johann Mayr d. Ä. erbaut und 1786 von Fürstbischof Ludwig Joseph von Welden geweiht. Zum Ensemble gehören noch das kleine Kloster, der Freialtar und die monumentale Kreuzigungsgruppe auf dem der Kapelle gegenüber liegenden Hügel.
Das Eingangsschloss am Haupttor der Wallfahrtskapelle wurde von dem lokalen Kunstschmied Nikolaus Steinberger restauriert und teilweise neu gestaltet.
Seit 1923 ist Birkenstein jährlich an Christi Himmelfahrt Ziel der Trachtenwallfahrt des Oberlandler Gauverbandes mit tausenden Teilnehmern.
Von 1849 bis 2022 haben die Armen Schulschwestern von Unserer Lieben Frau die Kapelle und die Wallfahrer betreut. Vier Mitglieder der Garser Missionsschwestern traten im Frühjahr 2023 die Nachfolge der Armen Schulschwestern an.